# Puta de Herefórdia
Puta (Putta) foi um bispo de Rochester em tempos medievais e, provavelmente, o primeiro bispo de Herefórdia, Alguns historiadores modernos afirmam que foram dois indivíduos distintos com este nome.
O venerável Beda afirma que, em 676, Puta foi expulso de Rochester pelo rei Etelredo da Mércia ou a abandonou, e se fixou em Herefórdia (que acredita-se ter sido o centro da diocese já no século VI) e refundou a Catedral de Herefórdia. Após ele ter deixado Rochester, Teodoro de Tarso, o arcebispo de Cantuária apontou Cwichelm como bispo naquela sé.
Beda continua dizendo que Puta aprendeu canto romano dos estudantes do Papa Gregório I e depois o ensinou aos mércios. O historiador moderno Henry Mayr-Harting descreve Puta como "um velho e gentil mestre de música".
A data usual dada para o episcopado de Puta em Rochester é entre 669 e 676. Já em Herefórdia, acredita-se que tenha iniciado em 676 e terminado em algum momento até 688, a data provável de sua morte.